# Dalatias licha
Lo squalo zigrino o zigrino (Dalatias licha Bonnaterre, 1788), è uno squalo appartenente alla famiglia Dalatiidae.

## Distribuzione e habitat
Questa specie è diffusa nell'Atlantico, nel Mediterraneo occidentale, nell'Oceano Indiano occidentale e nel Pacifico occidentale, compresi i mari circostanti Giappone, Australia, Hawaii e Nuova Zelanda, a profondità comprese tra i 50 e i 1800 metri. Abita i fondali.

## Descrizione

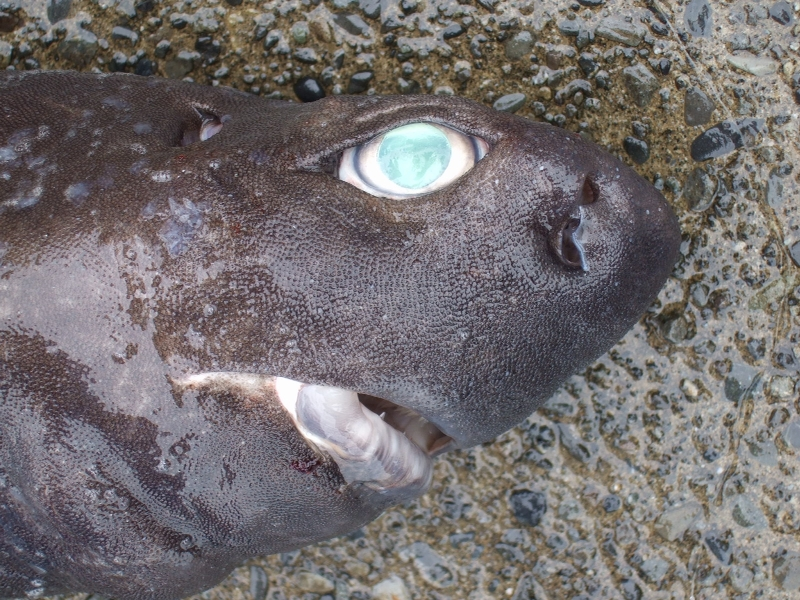
Particolare della testa. Si noti anche la pelle ruvida

Presenta un corpo allungato, a sezione piuttosto arrotondata. La testa ha un naso appuntito, con occhi grandi e bocca con piccoli denti affilati e triangolari. Le pinne sono carnose, triangolari ma con i vertici arrotondati. Ha due pinne dorsali. La pinna caudale è innestata sulla fine della colonna vertebrale e formata da due lobi sottili. La pelle è estremamente ruvida. Il colore è uniforme, grigio antracite o bruno.
La sua lunghezza varia da 1 a 1,8 metri.

## Alimentazione
D. licha ha dieta carnivora: si nutre di pesci e pesce azzurro, piccoli squali, molluschi, anfipodi, isopodi e crostacei.

## Riproduzione
L'accoppiamento prevede fecondazione interna, ed avviene con un abbraccio ventre a ventre tra i due riproduttori. D. licha è una specie ovovivipara: la femmina aumenta il numero di avannotti in grembo all'aumentare delle sue dimensioni.

## Pesca
Questa specie è pescata commercialmente sia per l'alimentazione che per la pelle (utilizzata in pelletteria) e per ricavare squalene dal suo fegato.